# Championnat du Paraguay de football 1944
Navigation
Édition précédente Édition suivante
La 34e édition du championnat du Paraguay de football est remportée par le Club Cerro Porteño. C’est le neuvième titre de champion du club. Cerro Porteño l’emporte avec 8 points d’avance sur Club Libertad. Club Guaraní complète le podium.
Une poignée de résultats seulement est connue. 
Un match de barrage est organisé pour départager Club Guaraní et Club Libertad qui ont terminé le championnat avec le même nombre de points. Libertad l’emporte sur le score de 5 buts à 2.
Porfirio Rolón (Libertad) et Sixto Noceda (Presidente Hayes) terminent ex æquo meilleurs buteurs du championnat avec 18 buts

## Les clubs de l'édition 1944
| \| Asuncion: · Olimpia · Nacional · Sol de América · Guaraní · Cerro Porteño · River Plate · Atlántida Asuncion Club Presidente Hayes Club Sportivo Luqueño \| Localisation des clubs engagés dans le championnat. |
| Asuncion: · Olimpia · Nacional · Sol de América · Guaraní · Cerro Porteño · River Plate · Atlántida Asuncion Club Presidente Hayes Club Sportivo Luqueño                                                           |

| Club                  | Stade | Capacité | Ville    |
| --------------------- | ----- | -------- | -------- |
| Atlántida Sport Club  | -     | -        | Asuncion |
| Club Cerro Porteño    | -     | -        | Asuncion |
| Club Guaraní          | -     | -        | Asuncion |
| Club Libertad         | -     | -        | Asuncion |
| Club Nacional         | -     | -        | Asuncion |
| Club Olimpia          | -     | -        | Asuncion |
| Club Presidente Hayes | -     | -        | Tacumbu  |
| Club River Plate      | -     | -        | Asuncion |
| Club Sol de América   | -     | -        | Asuncion |
| Sportivo Luqueño      | -     | -        | Luque    |

## Compétition

### Classement
| Rang | Équipe                | Pts | J  | G | N | P | Bp | Bc | Diff |
| ---- | --------------------- | --- | -- | - | - | - | -- | -- | ---- |
| 1    | Club Cerro Porteño    | 26  | 18 | . | . | . | .  | .  | 0    |
| 2    | Club Libertad (T)     | 24  | 18 | . | . | . | .  | .  | 0    |
| 3    | Club Guaraní          | 24  | 18 | . | . | . | .  | .  | 0    |
| 4    | Club Nacional         | 22  | 18 | . | . | . | .  | .  | 0    |
| 5    | Club Olimpia          | 20  | 18 | . | . | . | .  | .  | 0    |
| 6    | Club Presidente Hayes | 18  | 18 | . | . | . | .  | .  | 0    |
| 7    | Club Sol de América   | 15  | 18 | . | . | . | .  | .  | 0    |
| 8    | Club River Plate      | 13  | 18 | . | . | . | .  | .  | 0    |
| 9    | Sportivo Luqueño      | 7   | 18 | . | . | . | .  | .  | 0    |
| 10   | Atlántida Sport Club  | 7   | 18 | . | . | . | .  | .  | 0    |

| Légende : Qualifications et relégations | Légende : Qualifications et relégations |
| --------------------------------------- | --------------------------------------- |
|                                         | Champion du Paraguay                    |
|                                         | Relégation en deuxième division         |
|                                         | (T) : Tenant du titre (P) : Promus      |

## Bilan de la saison
| Championnat du Paraguay de football 1944                             |                               |
| Champion                                                             | Club Cerro Porteño (9e titre) |
| Promotions et relégations                                            |                               |
| Promus en Primera División                                           | Aucun                         |
| Relégués en Championnat du Paraguay de football de deuxième division | Aucun                         |

## Statistiques

### Meilleur buteur
- Porfirio Rolón (Libertad) 18 buts
- Sixto Noceda (Presidente Hayes) 18 buts